# Mamá ya crecí
Mamá ya crecí es una película de comedia chilena dirigida por Sebastián Badilla y Gonzalo Badilla y protagonizada por Sebastián Badilla, Katty Kowaleczko y Javiera Acevedo, estrenada el 13 de febrero de 2014.

## Argumento
Cuenta la historia de Gerardo (Sebastián Badilla) un adolescente tímido dedicado a los estudios, quien a los 20 años todavía es virgen, pero esto cambia cuando Gerardo tiene por primera vez una novia (Javiera Acevedo) una mujer liberal y desordenada que le gusta experimentar nuevas formas para tener orgasmos, pero ésta es rechazada por la conservadora madre de Gerardo (Katty Kowaleczko) una mujer que discrimina a la gente pobre y morena, además ella  todavía ve a su hijo como un niño lo que complica la relación de ella con la nueva novia de su hijo.

## Reparto
- Katty Kowaleczko como Ana María.
- Sebastián Badilla como Gerardo.
- Javiera Acevedo como Ana Verónica.
- Fernando Larraín como Vittorio.
- Diana Bolocco como Almendra.
- José Miguel Viñuela como Nicolás.
- Sharon Numhauser como Valentina.
- DJ Méndez como Fred.
- Liliana Ross como Amelia Flores.
- Vicente Levin Garcés como Ignacio.
- Luis Alarcón como Clemente.
- Dayana Amigo como María Ignacia.
- Felipe Mañalich como Homero.
- Vanessa Miller como Pepa.
- Lucila Vit como polola de Fred.
- Eduardo Ravani como Sacerdote.
- María Izquierdo como Ana Cristina.
- Diego Navarrete como público en matrimonio.